# Julian Davies (Judoka)
Julian Davies (* 16. März 1971 in Salisbury) ist ein ehemaliger britischer Judoka. Er war Europameisterschaftszweiter 1996 und Europameisterschaftsdritter 1997.

## Sportliche Karriere
Der 1,73 m große Julian Davies kämpfte bis 1992 im Superleichtgewicht, der Gewichtsklasse bis 60 Kilogramm. 1991 gewann er eine Bronzemedaille bei den Junioreneuropameisterschaften. 
1993 wechselte er ins Halbleichtgewicht, die Gewichtsklasse bis 65 Kilogramm. 1994 belegte er den siebten Platz bei den Europameisterschaften in Danzig. Anfang 1996 belegte er den dritten Platz beim Tournoi de Paris. Bei den Europameisterschaften 1996 in Den Haag bezwang er im Halbfinale den Russen Islam Mazijew. Im Finale unterlag er dem Georgier Giorgi Rewasischwili. Zwei Monate nach den Europameisterschaften fand in Atlanta das olympische Judoturnier statt. Davies bezwang in seinem ersten Kampf Abdoul Karim Seck aus dem Senegal. Im Achtelfinale schied er gegen den Polen Jarosław Lewak aus.
Bei den Europameisterschaften 1997 in Ostende unterlag Davies im Achtelfinale dem Türken Hüseyin Özkan. Mit zwei Siegen in der Hoffnungsrunde erreichte er den Kampf um eine Bronzemedaille, den er gegen den Schweden Gabriel Bengtsson gewann. Bei den Weltmeisterschaften 1997 gewann Davies seine ersten drei Kämpfe und verlor im Viertelfinale gegen den Südkoreaner Kim Hyuk. In der Hoffnungsrunde schied er gegen den Brasilianer Henrique Guimarães aus.